# Meskel
Meskel (v etiopském písmu መስቀል) je náboženský svátek, který slaví Etiopská pravoslavná církev a Eritrejská pravoslavná církev. Svátek připadá podle etiopského kalendáře na sedmnáctého dne měsíce meskerem, což odpovídá 27. nebo 28. září v kalendáři gregoriánském. V té době zrovna končí v Etiopii období dešťů. Výraz meskel znamená v amharštině „kříž“ a svátek připomíná událost Povýšení svatého Kříže. Podle legendy byla část dřeva, na němž byl ukřižován Ježíš Kristus, přinesena do Etiopie a uložena na hoře Amba Gešen.
V Etiopii je Meskel volným dnem a oslavy probíhají po celé zemi. Hlavní akce se koná v hlavním městě Addis Abeba, kde je po svátku pojmenováno náměstí Meskel. Konají se procesí ve slavnostních oděvech, kříže jsou věnčeny květinami, pronášejí se projevy a zpívají posvátné písně. Po setmění je zapálen velký oheň nazvaný demera, symbolizující vidění, které měla svatá Helena před nalezením Kristova kříže. Meskel je také příležitostí k velkým rodinným setkáním a hostinám, při nichž se poráží dobytek.
V roce 2013 byl Meskel zařazen mezi mistrovská díla ústního a nehmotného dědictví lidstva.